# Günter Harder
Günter Harder (* 14. März 1938 in Ratzeburg; † 10. Juni 2025 in Bonn) war ein deutscher Mathematiker. Seine Erdős-Zahl ist 2.

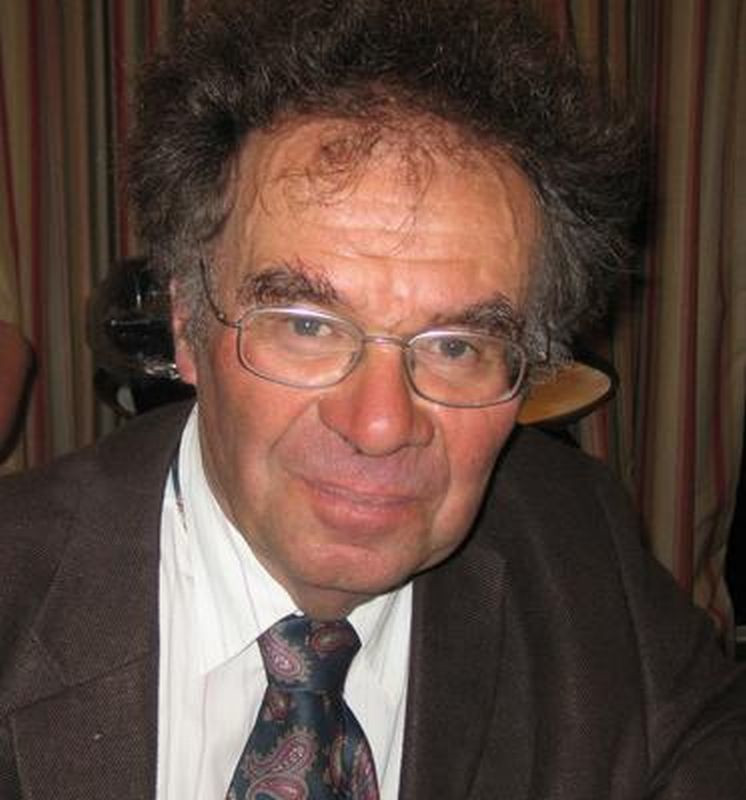
Günter Harder (2008)

## Werdegang
Harder studierte in Hamburg und Göttingen Mathematik und Physik. Gleichzeitig mit dem Staatsexamen wurde er 1964 in Hamburg bei Ernst Witt mit einer Arbeit zur Galoiskohomologie gewisser algebraischer Gruppen promoviert (Über die Galoiskohomologie der Tori). Zwei Jahre später folgte die Habilitation. Nach einer einjährigen Assistenzzeit an der Princeton University und einer Anstellung als Akademischer Rat an der Universität Heidelberg wurde er 1969 als ordentlicher Professor an die Universität Bonn berufen, wo er, abgesehen von einem sechsjährigen Aufenthalt an der damaligen Universität-Gesamthochschule Wuppertal, bis zu seiner Emeritierung 2003 kontinuierlich wirkte. Von 1995 bis 2006 war er Direktor am Max-Planck-Institut für Mathematik in Bonn.
Das Arbeitsgebiet von Günter Harder lag im Bereich Algebra und Zahlentheorie. Gastprofessuren – unter anderem an der Harvard University und der Yale University, mehrfache Gastaufenthalte am Institute for Advanced Study (IAS) in Princeton, am Institut des Hautes Études Scientifiques (I.H.É.S.) bei Paris, am Tata Institut Bombay oder am Mathematical Sciences Research Institute (MSRI) an der University of California, Berkeley –  dokumentieren seine hohe wissenschaftliche Wertschätzung. 1988 wurde er von der Deutschen Forschungsgemeinschaft mit dem Leibniz-Preis ausgezeichnet. Im Jahr 2004 erhielt Harder zusammen mit Friedhelm Waldhausen den Karl-Georg-Christian-von-Staudt-Preis.
Jahrzehntelang war er Spiritus Rector der je für eine Woche im Frühjahr und Herbst stattfindenden Arbeitsgemeinschaft in Oberwolfach, die mit wechselnden aktuellen Themen der reinen Mathematik und angrenzenden Gebieten junge Wissenschaftler in neue spektakuläre Entwicklungen einführt.
Mit Ina Kersten war er Herausgeber der Gesammelten Werke von Ernst Witt.
1990 war er Invited Speaker auf dem Internationalen Mathematikerkongress in Kyōto (Eisenstein cohomology of arithmetic groups and its applications to number theory) und 1970 in Nizza (Semisimple group schemes over curves and automorphic functions).
Nach Harder benannt ist die Harder-Narasimhan-Filtrierung.
Zu seinen Doktoranden gehören Kai Behrend, Ernst-Ulrich Gekeler, Jörg Bewersdorff, Joachim Schwermer, Richard Pink und Maria Heep-Altiner.
Günter Harder starb am 10. Juni 2025 im Alter von 87 Jahren in Bonn.

## Schriften
- A Gauss-Bonnet formula for discrete arithmetically defined groups. In: Ann. Sci. École Norm. Sup. 4, 1971, S. 409–455 (online).
- Chevalley groups over function fields and automorphic forms. In: Ann. of Math. 100, 1974, S. 249–306, JSTOR:1971073.
- mit M. S. Narasimhan: On the cohomology groups of moduli spaces of vector bundles on curves. In: Math. Ann. 212, 1974/1975, S. 215–248 (online)
- Die Kohomologie S-arithmetischer Gruppen über Funktionenkörpern, Inventiones Mathematicae, Band 42, 1977, S. 135–175
- mit Robert Langlands, Michael Rapoport: Algebraische Zyklen auf Hilbert-Blumenthal-Flächen. In: J. Reine Angew. Math. 366, 1986, S. 53–120 (online).
- Eisenstein cohomology of arithmetic groups. The case GL2. In: Invent. Math. 89, Nr. 1, 1987, S. 37–118, doi:10.1007/BF01404673.
- Eisensteinkohomologie und die Konstruktion gemischter Motive. In: Lecture Notes in Mathematics. Band 2049. Springer 1993, ISBN 978-3-540-57408-8, doi:10.1007/BFb0090305.
- mit Mark Goresky, Robert MacPherson: Weighted cohomology. In: Invent. Math. 116, Nr. 1–3, 1994, S. 139–213, doi:10.1007/BF01231560.
- A Congruence between a Siegel and an elliptic modular form. In: Gerard van der Geer, Jan Hendrik Bruinier, Don Zagier, Günter Harder (Hrsg.): The 1-2-3 of modular forms. Springer, Berlin/Heidelberg 2008, ISBN 978-3-540-74117-6, doi:10.1007/978-3-540-74119-0_4.
- Lectures on Algebraic Geometry. 2 Bände:
  - Sheaves, Cohomology of Sheaves, and Applications to Riemann Surfaces. 2. Auflage. Vieweg+Teubner, Wiesbaden 2011, ISBN 978-3-8348-1844-7, doi:10.1007/978-3-8348-8330-8,
  - Basic Concepts, Coherent Cohomology, Curves and their Jacobians. Vieweg+Teubner, Wiesbaden 2011, ISBN 978-3-8348-0432-7, doi:10.1007/978-3-8348-8159-5.